# توني يورك
توني يورك (بالإنجليزية: Tony York)‏ هو لاعب كرة قاعدة أمريكي، ولد في 27 نوفمبر 1912 في Irene, Texas ‏ في الولايات المتحدة، وتوفي في 18 أبريل 1970 في هيلزبورو في الولايات المتحدة.

## وصلات خارجية
- توني يورك على موقعبيزبول رفرنس.كوم (الدوري الرئيسي) (الإنجليزية)
- توني يورك على موقعبيزبول رفرنس.كوم (الدوري الثانوي) (الإنجليزية)